# Sergej Sjamba
Sergej Miron-ipa Sjamba (abchaziska: Сергеи Мирон-иҧа Шамба, Georgiska: სერგეი შამბა, ryska: Сергей Миронович Шамба, Sergej Mironovitj Sjamba) född 15 mars 1951 i Gudauta, är en abchazisk politiker. Från den 13 februari 2010 var han Abchaziens premiärminister, utsedd av dåvarande presidenten Sergej Bagapsj. År 2011 avled Bagapsj och Alyksandr Ankwab tog över som tillförordnad president. Sjamba satt vidare fram till presidentvalet i Abchazien 2011 som hölls den 26 augusti. I avlet deltog Sjamba, men förlorade mot Ankwab, som tar över som president.